# Potentilla mongolica
Potentilla mongolica är en rosväxtart som beskrevs av Ippolit Hippolit Mikhailovich Krascheninnikov. Potentilla mongolica ingår i Fingerörtssläktet som ingår i familjen rosväxter. Inga underarter finns listade i Catalogue of Life.